# Royal Phelps
Pour les articles homonymes, voir Phelps.
Royal Phelps (1809-1884), est un homme d'affaires et homme politique américain.

## Biographie
Il est élu membre de l'Assemblée de l'État de New York en 1862.

## Sources
- (en) Cet article est partiellement ou en totalité issu de l’article de Wikipédia en anglais intitulé « Royal Phelps » (voir la liste des auteurs).